# (2325) Черных
(2325) Черных (лат. Chernykh) — типичный астероид главного пояса, который был открыт 25 сентября 1979 года чехословацким астрономом Антонином Мркосом в обсерватории Клеть и назван в честь советских астрономов супругов Николая и Людмилы Черных.

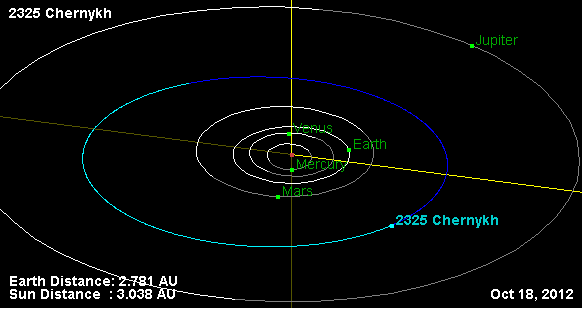
Орбита астероида Черных и его положение в Солнечной системе